# قانون کودکان (رمان)
«قانون کودکان» (انگلیسی: The Children Act) یک کتاب از ایان مک‌یوون نویسنده و نمایشنامه‌نویس انگلیسی است.

## اقتباس فیلم
یک فیلم اقتباس شده از این رمان در سال ۲۰۱۷ به نام قانون کودکان منتشر شد. این فیلم توسط ریچارد ایر و با بازی اما تامپسون و استنلی توچی کارگردانی شده‌است.